# Bestechlichkeit und Bestechung im geschäftlichen Verkehr
Bestechlichkeit und Bestechung im geschäftlichen Verkehr ist in Deutschland eine nach §§ 299 ff. StGB mit bis zu 5 Jahren Freiheitsstrafe bedrohte Straftat, in besonders schweren Fällen mit bis zu zehn Jahren.
Diese Wirtschaftskorruption ist zu unterscheiden von der sogenannten Amtsträgerkorruption, deren Strafbarkeit in §§ 331 ff. StGB "Vorteilsannahme, Bestechlichkeit, Vorteilsgewährung, Bestechung" geregelt ist.

## Normierung
Seit der Veränderung durch das "Gesetz zur Bekämpfung der Korruption" vom 20. November 2015 (Inkrafttreten 26. November 2015) lautet der Tatbestand wie folgt:

### § 299 Bestechlichkeit und Bestechung im geschäftlichen Verkehr
(1) Mit Freiheitsstrafe bis zu drei Jahren oder Geldstrafe wird bestraft, wer im geschäftlichen Verkehr als Angestellter oder Beauftragter eines Unternehmens
1. einen Vorteil für sich oder einen Dritten als Gegenleistung dafür fordert, sich versprechen lässt oder annimmt, dass er bei dem Bezug von Waren oder Dienstleistungen einen anderen im inländischen oder ausländischen Wettbewerb in unlauterer Weise bevorzuge, oder
2. ohne Einwilligung des Unternehmens einen Vorteil für sich oder einen Dritten als Gegenleistung dafür fordert, sich versprechen lässt oder annimmt, dass er bei dem Bezug von Waren oder Dienstleistungen eine Handlung vornehme oder unterlasse und dadurch seine Pflichten gegenüber dem Unternehmen verletze.

(2) Ebenso wird bestraft, wer im geschäftlichen Verkehr einem Angestellten oder Beauftragten eines Unternehmens
1. einen Vorteil für diesen oder einen Dritten als Gegenleistung dafür anbietet, verspricht oder gewährt, dass er bei dem Bezug von Waren oder Dienstleistungen ihn oder einen anderen im inländischen oder ausländischen Wettbewerb in unlauterer Weise bevorzuge, oder
2. ohne Einwilligung des Unternehmens einen Vorteil für diesen oder einen Dritten als Gegenleistung dafür anbietet, verspricht oder gewährt, dass er bei dem Bezug von Waren oder Dienstleistungen eine Handlung vornehme oder unterlasse und dadurch seine Pflichten gegenüber dem Unternehmen verletze.

Die Vorschrift schützt vorrangig das Allgemeininteresse an „lauteren“, also fairen Wettbewerbsbedingungen und sichert vor unlauteren Einflussnahmen in den Wettbewerb, die geeignet sind, sachfremde Marktentscheidungen zu begünstigen. Daneben sind die Vermögensinteressen des Geschäftsherrn geschützt und ferner die Vermögensinteressen der Mitbewerber.
Täter kann nur sein, wer zum Zeitpunkt der Tathandlung als Angestellter oder Beauftragter eines Unternehmens handelt.
Wegen des in Abs. 1 enthaltenen Strafrahmens von Freiheitsstrafe bis zu drei Jahren oder Geldstrafe handelt es sich gemäß § 12 Abs. 2 StGB um ein Vergehen. Dies gilt auch für die in § 300 StGB genannte besonders schweren Fälle, die mit Freiheitsstrafe von drei Monaten bis zu fünf Jahren bestraft werden. Ein besonders schwerer Fall liegt in der Regel vor, wenn
1. die Tat sich auf einen Vorteil großen Ausmaßes bezieht oder
2. der Täter gewerbsmäßig handelt oder als Mitglied einer Bande, die sich zur fortgesetzten Begehung solcher Taten verbunden hat.

Es handelt sich um ein Antragsdelikt, wie sich aus § 301 StGB ergibt:

### § 301 Strafantrag
(1) Die Bestechlichkeit und Bestechung im geschäftlichen Verkehr nach § 299 wird nur auf Antrag verfolgt, es sei denn, dass die Strafverfolgungsbehörde wegen des besonderen öffentlichen Interesses an der Strafverfolgung ein Einschreiten von Amts wegen für geboten hält.
(2) Das Recht, den Strafantrag nach Absatz 1 zu stellen, haben in den Fällen des § 299 Absatz 1 Nummer 1 und Absatz 2 Nummer 1 neben dem Verletzten auch die in § 8 Absatz 3 Nummer 2 und 4 des Gesetzes gegen den unlauteren Wettbewerb bezeichneten Verbände und Kammern.

## Entstehung
§ 299 StGB dient der Umsetzung insbesondere Europäischer Rechtsakte, die bei der Auslegung der Vorschrift zu berücksichtigen sind. Zu nennen ist die Gemeinsame Maßnahme der EU betreffend die Bestechung im privaten Sektor vom 22. Dezember 1998 (ABl. EG L 358 vom 31. Dezember 1998, S. 2), in Folge derer § 299 auf den ausländischen Wettbewerb erweitert wurde.